# 신요코하마
신요코하마(일본어: 新横浜 신요코하마[*])는 요코하마시 고호쿠구에 있는 신요코하마역을 중심으로 하는 지역 및 지명이다. 약칭은 신요코(일본어: 新横 신요코[*])이다.